# Seseli dichotomum
Seseli dichotomum är en flockblommig växtart som beskrevs av Pall.. Seseli dichotomum ingår i släktet säfferötter, och familjen flockblommiga växter. Inga underarter finns listade i Catalogue of Life.